# Julie Doiron

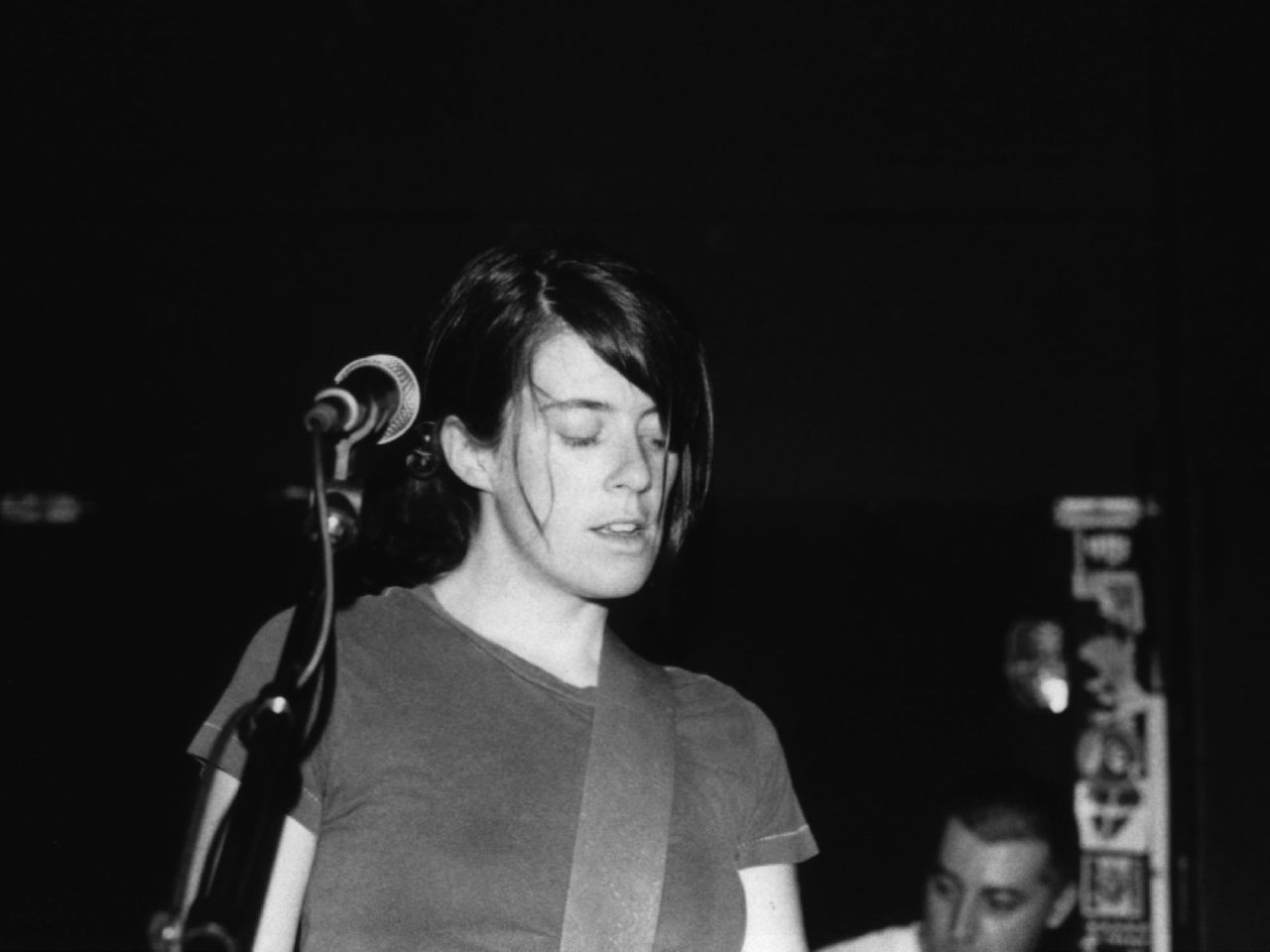
Julie Doiron

Julie Doiron (* 1972 in Moncton, New Brunswick, Kanada) ist eine kanadische Musikerin.
Julie Doiron studierte zunächst Fotografie. Als Jugendliche lernte sie bereits Klavier, Gitarre und Saxophon zu spielen. Sie begann im Alter von 18 Jahren Bass in der Band Eric's Trip zu spielen, schrieb währenddessen aber auch schon erste Songs für sich selbst, mit Gitarrenbegleitung.
Im Jahr 1996 veröffentlichte sie ihr erstes Soloalbum Broken Girl und löste sich gleichzeitig von der Band. Mit Hilfe eines staatlichen Stipendiums veröffentlichte sie 1999 Will You Still Love Me?. Julie Doiron and the Wooden Stars bezeichnet sie selbst ein impulsgebendes Album, es erhielt den wichtigen kanadischen Musikpreis Juno Award. Mehrere Soloalben folgten, u. a. Desormais in französischer Sprache. Ihr Album Woke myself up sorgte auch für größere Bekanntheit in Europa.
Julie Doiron lebt in Sackville, New Brunswick mit ihren drei Kindern Ben, Charlotte und Rose.

## Diskografie
- Dog Love Part 2 7" (as Broken Girl) (Sappy Records) – 1993
- Nora 7" (as Broken Girl) (Sappy Records) – 1995
- Broken Girl (album)|Broken Girl (Sub Pop, Sappy Records) – 1996
- Loneliest in the Morning (Sub Pop) – 1997
- Will You Still Love Me? (Tree Records, Sappy Records) – 1999
- Julie Doiron and the Wooden Stars (Tree Records, Sappy Records) – 1999
- Désormais (Jagjaguwar, Endearing Records) – 2001
- Heart and Crime (Jagjaguwar, Endearing Records) – 2002
- Julie Doiron / Okkervil River (Veröffentlichung mit der Band Okkervil River) (Acuarela) – 2003
- Goodnight Nobody (Jagjaguwar, Endearing Records) – 2004
- Woke Myself Up (Jagjaguwar, Endearing Records) – 2007
- I Can Wonder What You Did With Your Day (Jagjaguwar, Cargo Records) – 2009
- So Many Days (Aporia Records) – 2012
- Canta en Español Vol. II EP (Acuarela Discos) – 2017
- Canta en Español Vol. III EP (Acuarela Discos) – 2018
- Canta en Español Vol. IV EP (Acuarela Discos) – 2019
- I Thought Of You (You’ve Changed Records) – 2021
- Julie & Dany (mit Dany Placard) (Simone Records, Costume Records) – 2022